# Јаков Џугашвили
Јаков Јосифович Џугашвили (груз. იაკობ ჯუღაშვილი; 18. март 1907 — 14. април 1943 год, Концентрациони логор Захсенхаузен ) био је најстарији син Јосифa Стаљинa. Убијен је у Другом светском рату у немачком заробљеништву.

## Биографија
Јаков Џугашвили је рођен у грузијском селу Баџи у породици Јосифа Стаљина и Катарине Сванидзе. Првих десет година проводи у Тбилисију. У Москви, прво похађа средњу школу на Арбату, затим електротехничку школу у Соколники, коју је дипломирао 1925. године.
Исте године ступа у брак са шеснаестогодишњом Зојом Гуњином, али се његов отац противи том браку. Јаков због тога покушава да изврши самоубиство. Пуца у себе, али га метак само рањава и он завршава у болници. Стаљин је наредио да му пренесу: „Реците му више да се не понаша као хулиган и уцењивач са којим ја немам и не могу имати ништа заједничко. Нека живи где хоће и с ким хоће.”
Дипломирао је на Московском државном универзитету Ломоносов и потом завршио артиљеријску академију.
Почетком тридесетих година прошлог века, Јаков је ступио у интимну везу са Олгом Павловном Гољшевном, која се доселила у Москву из Урјупинска. Будући брачни другови добијају стан, иако нису били званично венчани. Олга одлази у Урјупинск и 10. јануара 1936. године рађа сина - Јевгенија. Јаков није долазио у Урјупинск, а презиме детета је првобитно било Гољшијев. Након две године, Јаков је добио одобрење за издавање нове крштенице за свог сина од партијског окружног одбора Урјупинску. Нова крштеница гласи на име Јевгениј Џугашвили. Јаковљева ћерка Галина Џугашвили данас одбацује ову верзију приче и не прихвата Јевгенија за брата, док Јевгениј тврди да је њен брат.
Године 1936, оженио се плесачицом Јулијом Мелцер. Јулију је упознао у ресторану, када је дошло до туче између њега и њеног мужа - иначе помоћника начелника НКВД Московске области, Николаја Бесарбија. Јаков је постао Јулијин трећи муж, и 19. фебруара 1938. године добили су ћерку Галину.

## Други светски рат
Јаков је учествовао у Другом светском рату од 24. јуна 1941. као командир 6. артиљеријске батерије 14. хаубичког пука, 14 тенковске дивизије 7. механизованог корпуса 20. армије, у чину поручника. У бици 7. јула 1941. године код реке Черногстнице у близини града Сјано, Витепска област, заједно са другим војницима добија одликовање.
У јулу 1941. године, елементи 16, 19. и 20 армије бивају опкољени у близини Витепска, а 16. јула, 1941. године на излазу из окружења у близини града Љозна, Јаков Џугашвили нестаје. Према извештају комесара бригаде Алексеја Румењцева, неуспешана потрага за њим се наставља све до 25. јула
Прво саслушање заробљеног Јакова Џугашвилија одржано је 18. јула 1941. Оригинални записник је пронађен после рата у архиви Министарства ваздухопловства у Берлину и данас се налази у Централном архиву Министарства одбране у Подолску. Током испитивања, Јаков је изјавио да је поносан што брани своју земљу и њен политички систем, али у исто време није сакривао разочарање дејствима Црвене армије.
Лутање Јакоба Џугашвилија по немачким логорима је трајало скоро две године. Испрва је био у Хамелбургу. У пролеће 1942. године је пребачен у Либек, затим у Захсенхаузен.
После пораза код Стаљинграда, немачка команда је према непотврђеним гласинама наводно желела да замени Јакова за фелдмаршала Фридриха Паулуса, кога је заробила Црвена армија. Стаљин је на ово наводно одговорио: „Ја војника за фелдмаршала не мењам!" Међутим, докази који би подржали ову причу нису пронађени.
Ипак, Стаљинов кћерка Светлана Алилујева у својој књизи „Двадесет писама пријатељу” наводи:
| „ | У зиму 1943-44, након Стаљинградске битке, отац ми је приликом једног од наших ретких састанака рекао: „Немци су понудили да размене Јашу за било кога од њихових... Ја да преговарам с њима! Не, рат је рат.” | ” |

У вечерњим сатима, 14. априла, 1943, Јаков Џугашвили је искочио кроз прозор касарне број три, посебног блока „А” у Захсенхаузену, и са криком „Подофициру, подофициру, убиј ме!” потрчао ка жици.. 
СС каплар Конрад Хафрих је сместа отворио ватру. Сутрадан је урађена аутопсија. Према записнику, Јаков је погођен у главу четири центиметра од десног ува, али је смрт наступила услед електричног удара високог напона. Тело је спаљено у крематоријуму логора. Урна са остацима, налаз истраге и смртовница су послати у Главну канцеларију безбедности Рајха..
На крају рата, Стаљину је достављена документација о његовом сину. Касније су му предата сведочанства команданта логора и чувара, који су сведочили о Јаковљевом добром држању у заробљеништву. Вероватно под утицајем ових информација, Стаљин ублажава свој став према сину, па чак и почиње да показује одређену бригу према његовој кћерки, својој унуци.

## Алтернативна верзија: погинуо у борби
Артем, усвојени син Стаљиновог генерала Артема Сергејева верује да Немци никада нису заробили Јакова, већ је убијен у борби 16. јула 1941.
Присталице ове теорије верују да су Немци користили уместо Јакова другу особу у циљу пропаганде.

## Одликовања
- Орден Отаџбинског рата (рус. Орден Отечественной войны) I степена (посмртно, 1977)
- Орден Црвеног барјака (рус. Орден Красного Знамени)